# Пука-Пукара
Пука-Пукара (Puca Pucara, кечуа Puka Pukara, букв. «красная крепость») — военное сооружение империи инков. Находится недалеко от Куско в Перу. Состоит из крупных стен, террас и лестниц, является частью оборонительного комплекса Куско. Также являлся административным центром.

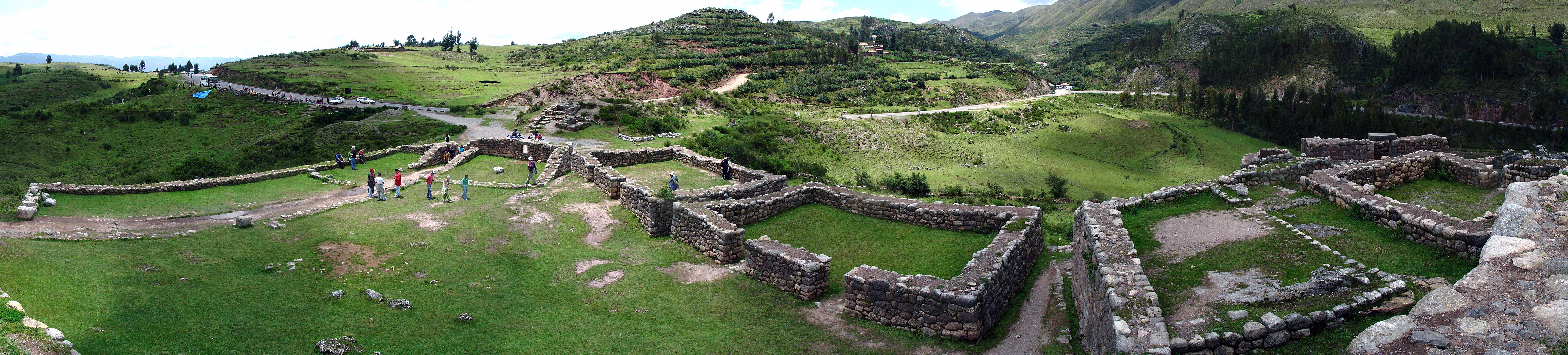
Панорама Пука-Пукары